# Pachycephala leucogastra
El silbador ventriblanco (Pachycephala leucogastra) es una especie de ave paseriforme de la familia Pachycephalidae.

## Distribución geográfica y hábitat
La especie posee una extraña distribución discontinua, se presenta en dos pequeñas zonas: una zona reducida en el sureste de Nueva Guinea y en la isla Rossel en el archipiélago de las Luisiadas (frente a la costa este de Nueva Guinea). La especie utiliza varios hábitats diferentes, incluidos bosques húmedos de eucaliptus, manglares, sabana, y hábitats modificados tales como plantaciones de árboles de caucho.

## Subespecies
Se reconocen las siguientes según IOC:
- P. l. leucogastra: sudeste de Nueva Guinea.
- P. l. meeki: isla Rossel.